# Liste des évêques de Nusco
Le diocèse de Nusco est un diocèse italien en Campanie avec siège à Nusco. Le diocèse est fondé au XIe siècle. En 1818 le diocèse de Montemarano est ajouté et en 1986 il est uni avec l' archidiocèse de Sant'Angelo dei Lombardi-Conza-Bisaccia dans l' archidiocèse de Sant'Angelo dei Lombardi-Conza-Nusco-Bisaccia.

## Évêques
- Saint' Aimé † (1076 - 30 septembre 1093 )
- Guido † ( 1104)
- Roger Ier † (1143)
- Guillaume Ier † ( 1194)
- Roger II † (v.  1198 )
- Luc † (v. 1240 )
- Jacques, O.F.M. † (1285 - ?)
- P. † (1296)
- Ruggero Gesualdo † (? - 1350 )
- Francesco † (31 octobre 1350 - 14 février 1365 )
- Arnaldo, O.P. † (14 février 1365 - 1375 )
- Angelo Vitali, O.E.S.A. † (29 janvier 1375 - ?)
  - Antoine Ier, O.F.M. † (10 juin 1386 - ?) (anti-évêque)
  - Pierre, O.F.M. † (anti-évêque)
- Marco Porri † (26 janvier 1394 - ?)
- Angelo Barrili † (9 septembre 1396 - ?)
- Bernard † (18 février 1400 - ?)
- Guillaume II † (? - 1418 )
- Antoine II † (24 novembre 1418 - 1435 )
- Carluccio (ou Paoluccio) † (30 mai 1435 - 1446 )
- Giovannuccio Pasquali, O.F.M. † (1446 - 1471 )
- Stefano Moscatelli † (11 octobre 1471 - 1485)
- Antonio Maramaldo † (21 novembre 1485 -  1513 )
- Marino Acciabianca † (1513  - 12 mars 1537 )
- Gerolamo Acciabianca † (17 juin 1523 - 1537 )
- Pierpaolo Parisio † (11 janvier 1538 - 9 mars 1545)
- Luigi Cavalcanti † (1er juin 1545 - 30 janvier 1563)
- Alessandro Gadaletta † (30 janvier 1563 - 1572)
- Pietro Persio † (23 janvier 1573 - 1578)
- Patrizio Lunato Laosio † (15 octobre 1578 - 1602)
- Lazzaro Pellizzari, O.P. † (20 novembre 1602 - 1er octobre 1607 )
- Giovanni Battista Zuccato † (19 novembre 1607 - 1614)
- Michele Rezia † (9 juillet 1614 - 8 août 1639 )
- Francesco Arcudi, C.R. † (19 décembre 1639 - 7 octobre 1641)
- Giovanni Mauro, O.F.M.Conv. † (13 janvier 1642 - 1er novembre 1644)
- Aniello Campagna † (6 mars 1645 - janvier 1648 )
- Pietro Paolo Russo † (1er mars 1649 - mai 1657 )
- Benedetto Rocci, O.Carm. † (6 mai 1658 - 1661)
- Angelo Picchetti † (16 janvier 1662 - 28 septembre 1668 )
- Fulgenzio Arminio Monforti, O.E.S.A. † (1er avril 1669 - 1680 )
- Benedetto Giacinto Sangermano † (7 octobre 1680 - 7 juin 1702 )
- Giacinto Dragonetti, C.O.  † (17 février 1703 - 11 septembre 1724 )
- Nicolò Tupputi † (11 septembre 1724 - 1740 )
- Gaetano de Arco † (6 mars 1741 - 25 mai 1753 )
- Francesco Antonio Bonaventura † (26 novembre 1753 - 15 juin 1788 )
  - Sede vacante (1788-1792)
- Francesco Saverio De Vivo † (27 février 1792 - 1797 )
  - Sede vacante (1797-1818)
  - Matteo Aceto † (1818 - 1819 )
- Pasquale de Nicolais † (21 février 1820 - 15 mai 1835 )
- Francesco-Paolo Mastropasqua † (2 octobre 1837 - 26 juin 1848 )
- Giuseppe Autelitano † (28 septembre 1849 - 1854 )
- Michele Adinolfi † (30 novembre 1854 - 23 mars 1860 )
- Gaetano Stiscia † (23 mars 1860 - 1870 )
- Giovanni Acquaviva, C.O. † (22 décembre 1871 - janvier 1893)
- Emilio Alfonso Todisco Grande † (1893 - 1896 )
- Giuseppe Consenti, C.SS.R. † (janvier 1893  - 12 juin 1893)
- Michele Arcangelo Pirone † (30 novembre 1896 - 1909 )
- Angelo Giacinto Scapardini, O.P. † (29 avril 1909 - 10 septembre 1910)
- Luigi Paulini † (11 septembre 1911 - 10 mars 1919)
- Pasquale Mores † (15 décembre 1919 - 31 janvier 1950 )
- Guido Maria Casullo † (29 mai 1951 - 11 février 1963])
- Gastone Mojaisky Perrelli † (10 mai 1963 - 18 novembre 1978)
- Mario Miglietta † (18 novembre 1978 - 21 février 1981 )
- Antonio Nuzzi (21 février 1981 - 30 septembre 1986 )